# Дегенерация
Дегенерация — процесс упрощения организации, связанный с исчезновением органов и функций, а также целых систем органов.
В индивидуальном развитии
- Разрушение в ходе онтогенеза клеток и (или) органов.
- Отклонения психики, обусловленные неблагоприятной наследственностью.

В эволюции
- В филогенезе — редукция органов, их систем и прочих структур организма, упрощение организации в процессе эволюции. Во многом она подобна дегенерации на уровне развития отдельных особей.

В селекции и сельском хозяйстве
- ухудшение со временем приспособительных и (или) хозяйственных ценных свойств растений и животных;
- ослабление жизнеспособности культивируемых организмов при ухудшении условий выращивания.

Антиэволюционизм
- В додарвиновскую эпоху учение о дегенерации человечества, развивавшееся консервативными креационистами.